# 2014年格雷羅州地震

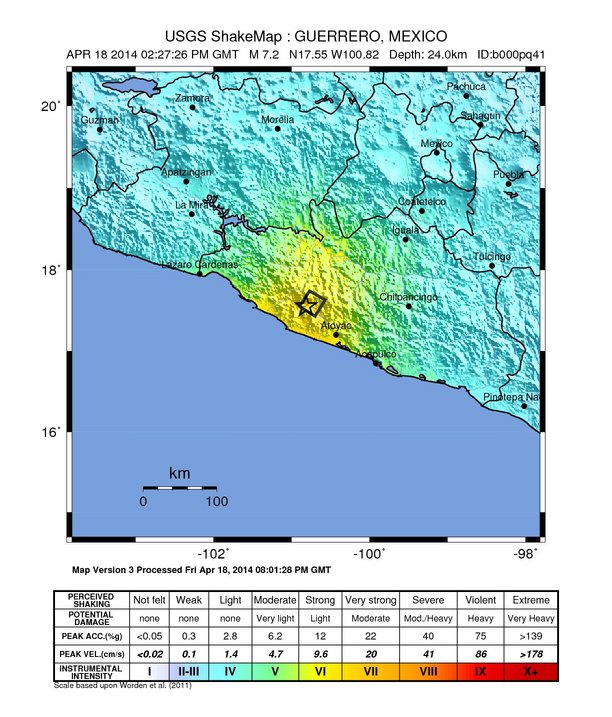
美國地質調查局有關本次地震的烈度圖

2014年格雷羅州地震於协调世界时4月18日下午2時27分26秒（當地時間上午9時27分）發生，襲擊墨西哥格雷羅州附近的阿卡普爾科，震級為矩震級7.2級。震央位於墨西哥城西南方約265公里處，震源深度24公里。淺層的逆斷層是引發地震的原因。這與格雷羅州地震間隙（Guerrero Seismic Gap）或其附近的滑動大致一致，格雷羅州地震間隙是科科斯板塊和北美洲板塊之間沿太平洋海岸的邊界，長約200公里。遠至普埃布拉州和特拉斯卡拉州等地都有震感。

## 位置
本次地震位於1957年格雷羅州地震破裂區的西北部，當時的地震震級為矩震級7.8級。自1975年以來，在本次地震震央的200公里範圍內發生23次震級達6.0級或以上的地震。

## 破壞
米卻肯州拉薩羅卡德納斯市內的一堵牆倒塌，一人被壓傷。莫雷利亞共30間房屋和幾棟建築物受到輕微損壞。格雷羅州至少有700棟建築物和500多棟房屋受損，其中21棟房屋倒塌。首都墨西哥城以及莫雷洛斯州、特拉斯卡拉州、韋拉克魯斯州、墨西哥州和普埃布拉州也接獲建築物和房屋受損的報告。
帕丘卡、埃卡提佩、奇馬爾瓦坎、科洛尼亞德爾瓦萊、內薩瓦爾科約特爾城、伊斯塔帕盧卡、阿斯卡波察爾科區、科約阿坎區、索奇米爾科、特拉瓦克區、夸烏特莫克區和格雷羅州周邊地區接獲停電的報告。
據報發生山泥傾瀉，其中格雷羅州13宗、莫雷洛斯州、米卻肯州和特拉斯卡拉州各一宗。